# Jam & Spoon/Diskografie
Diese Diskografie ist eine Übersicht über die musikalischen Werke des deutschen Trance-Projekts Jam & Spoon und ihrer Pseudonyme wie Big Room, Storm und Tokyo Ghetto Pussy. Seine erfolgreichste Veröffentlichung ist die Single Right in the Night (Fall in Love with Music) mit über 320.000 verkauften Einheiten. Das Duo zählt mit zwei Top-10-Erfolgen und zwölf Charterfolgen zu den erfolgreichsten deutschen Interpreten in den britischen Singlecharts.

## Alben

### Studioalben
| Jahr | Titel                      | Höchstplatzierung, Gesamtwochen, AuszeichnungChartplatzierungen (Jahr, Titel, Platzierungen, Wochen, Auszeichnungen, Anmerkungen) | Höchstplatzierung, Gesamtwochen, AuszeichnungChartplatzierungen (Jahr, Titel, Platzierungen, Wochen, Auszeichnungen, Anmerkungen) | Höchstplatzierung, Gesamtwochen, AuszeichnungChartplatzierungen (Jahr, Titel, Platzierungen, Wochen, Auszeichnungen, Anmerkungen) | Höchstplatzierung, Gesamtwochen, AuszeichnungChartplatzierungen (Jahr, Titel, Platzierungen, Wochen, Auszeichnungen, Anmerkungen) | Anmerkungen                                       |
| Jahr | Titel                      | DE | AT | CH | UK | Anmerkungen                                       |
| ---- | -------------------------- | --- | --- | --- | --- | ------------------------------------------------- |
| 1991 | Breaks Unit 1              | — | — | — | — | Erstveröffentlichung: 1991                        |
| 1993 | Tripomatic Fairytales 2001 | DE52 (14 Wo.)DE | — | — | UK71 (1 Wo.)UK | Erstveröffentlichung: 1993                        |
| 1993 | Tripomatic Fairytales 2002 | DE66 (9 Wo.)DE | — | — | — | Erstveröffentlichung: 1993                        |
| 1995 | Disco 2001                 | — | — | — | — | Erstveröffentlichung: 1995 als Tokyo Ghetto Pussy |
| 1997 | Kaleidoscope               | DE40 (5 Wo.)DE | — | CH49 (1 Wo.)CH | — | Erstveröffentlichung: 18. Juli 1997               |
| 2000 | Stormjunkie                | DE62 (2 Wo.)DE | — | — | — | Erstveröffentlichung: 19. Juni 2000 als Storm     |
| 2004 | Tripomatic Fairytales 3003 | DE23 (6 Wo.)DE | — | — | — | Erstveröffentlichung: 21. Juni 2004               |

### Kompilationen
- 1993: Tripomatic Fairytales 2001/2002
- 2015: Best Of – Anniversary Edition – 1990–2015

### Remixalben
- 2006: Remixes & Club Classics

### EPs
| Jahr | Titel                          | Höchstplatzierung, Gesamtwochen, AuszeichnungChartplatzierungen (Jahr, Titel, Platzierungen, Wochen, Auszeichnungen, Anmerkungen) | Höchstplatzierung, Gesamtwochen, AuszeichnungChartplatzierungen (Jahr, Titel, Platzierungen, Wochen, Auszeichnungen, Anmerkungen) | Höchstplatzierung, Gesamtwochen, AuszeichnungChartplatzierungen (Jahr, Titel, Platzierungen, Wochen, Auszeichnungen, Anmerkungen) | Höchstplatzierung, Gesamtwochen, AuszeichnungChartplatzierungen (Jahr, Titel, Platzierungen, Wochen, Auszeichnungen, Anmerkungen) | Anmerkungen                          |
| Jahr | Titel                          | DE | AT | CH | UK | Anmerkungen                          |
| ---- | ------------------------------ | --- | --- | --- | --- | ------------------------------------ |
| 1992 | Tales from Dancographic Oceans | — | — | — | UK49 (1 Wo.)UK | Erstveröffentlichung: 20. April 1992 |

## Singles
| Jahr | Titel Album                                           | Höchstplatzierung, Gesamtwochen, AuszeichnungChartplatzierungen (Jahr, Titel, Album, Platzierungen, Wochen, Auszeichnungen, Anmerkungen) | Höchstplatzierung, Gesamtwochen, AuszeichnungChartplatzierungen (Jahr, Titel, Album, Platzierungen, Wochen, Auszeichnungen, Anmerkungen) | Höchstplatzierung, Gesamtwochen, AuszeichnungChartplatzierungen (Jahr, Titel, Album, Platzierungen, Wochen, Auszeichnungen, Anmerkungen) | Höchstplatzierung, Gesamtwochen, AuszeichnungChartplatzierungen (Jahr, Titel, Album, Platzierungen, Wochen, Auszeichnungen, Anmerkungen) | Anmerkungen                                                                      |
| Jahr | Titel Album                                           | DE | AT | CH | UK | Anmerkungen                                                                      |
| ---- | ----------------------------------------------------- | --- | --- | --- | --- | -------------------------------------------------------------------------------- |
| 1992 | The Complete Stella –                                 | — | — | — | UK66 (2 Wo.)UK | Erstveröffentlichung: 25. Mai 1992                                               |
| 1993 | Right in the Night (Fall in Love with Music) –        | DE6 Gold · (29 Wo.)DE | AT7 (12 Wo.)AT | CH4 (18 Wo.)CH | UK10 (13 Wo.)UK | Erstveröffentlichung: 8. November 1993 Verkäufe: + 320.000; feat. Plavka         |
| 1994 | Find Me (Odyssey to Anyoona) –                        | DE17 (16 Wo.)DE | — | CH20 (10 Wo.)CH | UK22 (6 Wo.)UK | Erstveröffentlichung: 27. Juni 1994 feat. Plavka                                 |
| 1995 | Everybody on the Floor (Pump It) Disco 2001           | DE81 (11 Wo.)DE | — | — | UK26 (2 Wo.)UK | Erstveröffentlichung: 16. Januar 1995 Verkäufe: + 35.000; als Tokyo Ghetto Pussy |
| 1995 | You Gotta Say Yes to Another Excess – Great Mission – | DE28 (17 Wo.)DE | — | — | — | Erstveröffentlichung: 1. Mai 1995 Jam & Spoon’s Hands on Yello                   |
| 1995 | Angel (Ladadi O-Heyo) –                               | DE30 (13 Wo.)DE | — | CH28 (11 Wo.)CH | UK26 (2 Wo.)UK | Erstveröffentlichung: 1. Mai 1995 feat. Plavka                                   |
| 1995 | I Kiss Your Lips Disco 2001                           | DE94 (3 Wo.)DE | — | — | UK55 (2 Wo.)UK | Erstveröffentlichung: 9. Oktober 1995 Verkäufe: + 35.000; als Tokyo Ghetto Pussy |
| 1997 | Kaleidoscope Skies Kaleidoscope                       | DE16 (16 Wo.)DE | AT18 (10 Wo.)AT | — | UK48 (2 Wo.)UK | Erstveröffentlichung: 12. Mai 1997 feat. Plavka                                  |
| 1997 | El baile Kaleidoscope                                 | DE56 (7 Wo.)DE | — | — | — | Erstveröffentlichung: 22. September 1997                                         |
| 1998 | Don’t Call It Love Kaleidoscope                       | DE78 (1 Wo.)DE | — | — | — | Erstveröffentlichung: 1. Juni 1998 feat. Plavka                                  |
| 1998 | Storm Stormjunkie                                     | DE25 (11 Wo.)DE | — | CH49 (2 Wo.)CH | UK32 (9 Wo.)UK | Erstveröffentlichung: 6. Juli 1998 als Storm                                     |
| 1998 | Huri-Khan Stormjunkie                                 | DE42 (7 Wo.)DE | — | — | — | Erstveröffentlichung: 16. November 1998 als Storm                                |
| 1999 | Stella 1999–1992 (How Stella Got Her Groove Back) –   | DE55 (4 Wo.)DE | — | — | — | Erstveröffentlichung: 26. April 1999                                             |
| 2000 | The Chase –                                           | DE44 (5 Wo.)DE | — | CH75 (5 Wo.)CH | — | Erstveröffentlichung: 16. Januar 2000 Giorgio Moroder vs. Jam & Spoon            |
| 2000 | Time to Burn –                                        | DE58 (4 Wo.)DE | — | — | UK3 Silber · (15 Wo.)UK | Erstveröffentlichung: 15. Mai 2000 Verkäufe: + 200.000; als Storm                |
| 2000 | Stormanimal –                                         | DE70 (3 Wo.)DE | — | — | UK21 (5 Wo.)UK | Erstveröffentlichung: 11. Dezember 2000 als Storm                                |
| 2001 | Be.Angeled be.angeled (O.S.T.)                        | DE16 (15 Wo.)DE | AT15 (18 Wo.)AT | CH53 (16 Wo.)CH | UK31 (2 Wo.)UK | Erstveröffentlichung: 30. April 2001 feat. Rea                                   |
| 2002 | We Love –                                             | DE76 (3 Wo.)DE | — | — | — | Erstveröffentlichung: 14. Januar 2002; als Storm                                 |
| 2003 | Cynical Heart –                                       | DE52 (9 Wo.)DE | AT50 (3 Wo.)AT | — | — | Erstveröffentlichung: 8. Dezember 2003 feat. Jim Kerr                            |
| 2004 | Set Me Free (Empty Rooms) Tripomatic Fairtales 3003   | DE22 (10 Wo.)DE | AT57 (4 Wo.)AT | — | — | Erstveröffentlichung: 17. Mai 2004 feat. Rea                                     |
| 2004 | Butterfly Sign Tripomatic Fairtales 3003              | DE67 (7 Wo.)DE | — | — | — | Erstveröffentlichung: 11. Oktober 2004 feat. Plavka                              |
| 2013 | Right in the Night 2013 –                             | DE38 (4 Wo.)DE | AT46 (1 Wo.)AT | CH66 (1 Wo.)CH | — | Erstveröffentlichung: 26. April 2013 feat. Plavka vs. David May & Amfree         |

Weitere Singles
- 1993: Follow Me
- 1996: To Another Galaxy (Tokyo Ghetto Pussy)
- 1998: You Make Me Feel (Tokyo Ghetto Pussy)
- 1999: Drum-Loc (Big Room)
- 1999: Love Is Here to Stay (Storm)
- 2002: Fly Me to the Moon (Tokyo Ghetto Pussy feat. Candy)
- 2004: Mary Jane / Vata (Remixes)
- 2007: Club Classics 1
- 2007: Club Classics 2
- 2012: Follow Me! (Remixes)
- 2014: Be.Angeled 2014
- 2015: Find Me 2015

## Videoalben
- 2002: Be.Angeled

## Remixe
| - 1990: Dr. Alban – Hello Africa Remix (Freedom for Bleeb & Bass Mix) - 1990: Dr. Alban – No Coke Remix (Mark Spoons Reggae Trip) - 1991: Dr. Alban – U & Mi (E-Type Mix) - 1991: Quincy Jones – Back on the Block (Club Trip Part One) - 1992: The Age of Love – The Age of Love (Jam & Spoon Radio Mix/Watch Out for Stella Club Mix) - 1992: Moby – Go (In Dub Mix) - 1993: Dance 2 Trance – Power of American Natives (Jam & Spoon Remix) - 1993: Technotronic feat. Ya Kid K – Move This (Electrolux Mix) - 1993: Frankie Goes to Hollywood – Relax (Jam & Spoon Trip-O-Matic Fairy Tale Mix) - 1994: Pet Shop Boys – Yesterday, When I Was Mad (Jam & Spoon Mix) - 1994: Cosmic Baby – Loops of Infinity (Tripomatic Fairytales Remix) - 1994: Pet Shop Boys – Young Offender (Jam & Spoon Trip-O-Matic Fairy Tale Mix) | - 1994: Enigma – The Age of Loneliness (Jam & Spoon Remix) - 1995: New Order – Blue Monday-95 (Andrea Mix/Manuela Mix) - 1996: Queen – You Don’t Fool Me (Sexy Club Mix) - 1996: Dune – Rainbow to the Stars (Jam & Spoon Remix) - 1998: Simple Minds – Don’t You (Forget About Me) (Jam & Spoon Remix) - 1999: Mike Oldfield – Far Above the Clouds (Jam & Spoon Mix) - 2000: Giorgio Moroder vs. Jam & Spoon – The Chase (Jam & Spoon Radio Mix) - 2000: Blank & Jones – Beyond Time (Jam & Spoon’s Happy People in the Morning Remix) - 2001: Resistance D – You Were There (Jam & Spoon „Light & Laser“ Remix) - 2004: Rammstein – Amerika (Jam & Spoon so kann’s gehen Mix) - 2005: Marilyn Manson – The Nobodies (Burn 36 Mix) |

## Statistik

### Chartauswertung
|                     | DE    | AT    | CH    | UK    |
| ------------------- | ----- | ----- | ----- | ----- |
| Nummer-eins-Alben   | DE—DE | AT—AT | CH—CH | UK—UK |
| Top-10-Alben        | DE—DE | AT—AT | CH—CH | UK—UK |
| Alben in den Charts | DE5DE | AT—AT | CH1CH | UK1UK |

|                       | DE     | AT    | CH    | UK     |
| --------------------- | ------ | ----- | ----- | ------ |
| Nummer-eins-Singles   | DE—DE  | AT—AT | CH—CH | UK—UK  |
| Top-10-Singles        | DE1DE  | AT1AT | CH1CH | UK2UK  |
| Singles in den Charts | DE21DE | AT6AT | CH7CH | UK12UK |

### Auszeichnungen für Musikverkäufe
| Goldene Schallplatte - Australien - 1995: für die Single Everybody on the Floor (Pump It) - 1995: für die Single I Kiss Your Lips Platin-Schallplatte - Australien - 1994: für die Single Right in the Night (Fall in Love with Music) |

Anmerkung: Auszeichnungen in Ländern aus den Charttabellen bzw. Chartboxen sind in ebendiesen zu finden.
| Land/RegionAuszeichnungen für Musikverkäufe (Land/Region, Auszeichnungen, Verkäufe, Quellen) | Silber  | Gold     | Platin  | Verkäufe | Quellen           |
| -------------------------------------------------------------------------------------------- | ------- | -------- | ------- | -------- | ----------------- |
| Australien (ARIA)                                                                            | —       | 2× Gold2 | Platin1 | 140.000  | Einzelnachweise   |
| Deutschland (BVMI)                                                                           | —       | Gold1    | —       | 250.000  | musikindustrie.de |
| Vereinigtes Königreich (BPI)                                                                 | Silber1 | —        | —       | 200.000  | bpi.co.uk         |
| Insgesamt                                                                                    | Silber1 | 3× Gold3 | Platin1 |          |                   |